# اسلام أباد (شنبة)
إسلام أباد (بالفارسية: اسلام‌آباد) هي قرية تقع في إيران في قسم شنبة الريفي. يقدر عدد سكانها بـ 85 نسمة بحسب إحصاء 2016.